# Phytomyza humilis
Phytomyza humilis är en tvåvingeart som beskrevs av Spencer 1969. Phytomyza humilis ingår i släktet Phytomyza och familjen minerarflugor. Inga underarter finns listade i Catalogue of Life.